# 金子大輝
金子 大輝（かねこ たいき、1989年4月26日 - ）は、日本のノスタルジック・イラストレーター。愛知県西尾市出身。血液型A型。愛知県立西尾高等学校、名古屋芸術大学デザイン学部イラストレーションコース卒業。愛知県在住。

## 来歴
2012年9月26日、名古屋芸術大学在学中にビクターエンタテインメント『もしアニソンがすべて昭和のロボットアニメ風だったら』CDジャケットイラスト制作、キャラクターデザイン、ロゴデザインを担当し、イラストレーターとしてメジャーデビューする。
2014年、メディコム・トイ『東映レトロソフビコレクションM仮面ライダー』タグイラストを担当。
その後も同シリーズのバックカード、タグイラストを担当している。 
2016年、フィギュア造形作家の寒河江弘が原案、企画、デザイン、造形をしたご当地怪獣と「特撮を愛し、特撮を奏で、特撮を広める」バンド「科楽特奏隊」がコラボレーションしたオリジナル楽曲『ご当地怪獣のテーマ』のCDジャケットイラスト、レーベルデザインを担当。
2017年、円谷プロダクション『ウルトラセブン放送開始50年記念～モロボシ・ダンの名をかりて～』のメインビジュアルを担当した。このイベントは髙島屋主催で、京都、大阪、横浜の3店舗で開催された。
2017年、怪獣酒場新橋蒸溜所の店内壁絵を担当。
2017年、バンダイ『メカコレクション仮面ライダーシリーズ』のボックスアートを担当。
2018年、『ウルトラマン　フュージョンファイト！　カプセルユーゴー６弾』SSR「バルタン星人」担当。 
2018年、大阪府池田市市制施行80周年『ひよこちゃんVSウォンバット～池田の大決闘～』メインビジュアルを担当。本企画は池田市と日清食品がコラボレーションしており、PR動画制作において劇メーションが採用され、金子のイラストを怪獣映画的な演出で動かした。PR動画はBOVA2019広告主部門グランプリ、第3回ものづくりアワード2019銅賞・丸山正雄賞（特別賞）、50th ACC TOKYO CREATIVITY AWARDSフィルム部門シルバー賞をそれぞれ受賞している。
2019年、 講談社『週刊少年マガジン』創刊60周年を記念して、カーリングシトーンズとコラボレーションした『壮年マガジン』のシトーン6大怪獣のイラストを担当。
2020年、『特撮のDNA～ウルトラマン Genealogy』で開田裕治、西川伸司と共に描き下ろし複製原画を担当。
2020年、SUNPURO『冷暖革命』信州ローカルCM、キャラクターデザイン、動画素材担当。
2021年、花王ヘルシア×仮面ライダー50周年コラボレーション企画『歩ランティア』のメインビジュアルを担当、仮面ライダー1号とヘルシアポリス・柳沢慎吾の共演、共闘が描かれた。
2021年、KUDEN by TAKAHIRO SATO『アニメ・漫画・イラストの力を借りて障がい福祉事業所に仕事を創るチャリティー』に参加。キャラクターデザイン4点。
2022年、スリーワイ『怪描狂騒曲』ポスタービジュアル担当。
2022年8月11日から8月28日、『特撮のDNA 平成ガメラ3部作展 東京タワーにギャオス飛来！』にて、描き下ろしイラストが展示される。
2022年11月26日、池袋HUMAXシネマズにて小高恵美デビュー35周年を記念した「小高恵美記念祭」が開催され、金子はメインビジュアル、ロゴ、グッズイラストを担当した。
2022年11月26日から11月27日、『特撮FILMフェスティバル2022』のメインビジュアルを担当する。メインビジュアルには、イベントゲスト出演者、上映作品出演者の森次晃嗣、田口清隆、須賀貴匡、松田悟志、鈴村展弘、高野八誠、伊藤和典、大橋明、青柳尊哉が一同に描かれており、特撮関係者の作品を超えた共演が実現した。
2023年、小高恵美主演映画『HOSHI35/ホシクズ』DVDパッケージビジュアル担当。 